# مانويل كافومانا
مانويل كافومانا (مواليد 6 مارس 1999) هو لاعب كرة قدم أنغولي يلعب في مركز خط الوسط في نادي بوافيشتا على سبيل الإعارة.

## روابط خارجية
- مانويل كافومانا على موقع الدوري الأمريكي (الإنجليزية)
- مانويل كافومانا على موقع قاعدة بيانات كرة القدم.إي يو (الإنجليزية)
- مانويل كافومانا على موقع ناشيونال فوتبول تيمز (الإنجليزية)
- مانويل كافومانا على موقع Soccerway.com (الإنجليزية)
- مانويل كافومانا على موقع عالم كرة القدم.نت (الإنجليزية)